# Faistos

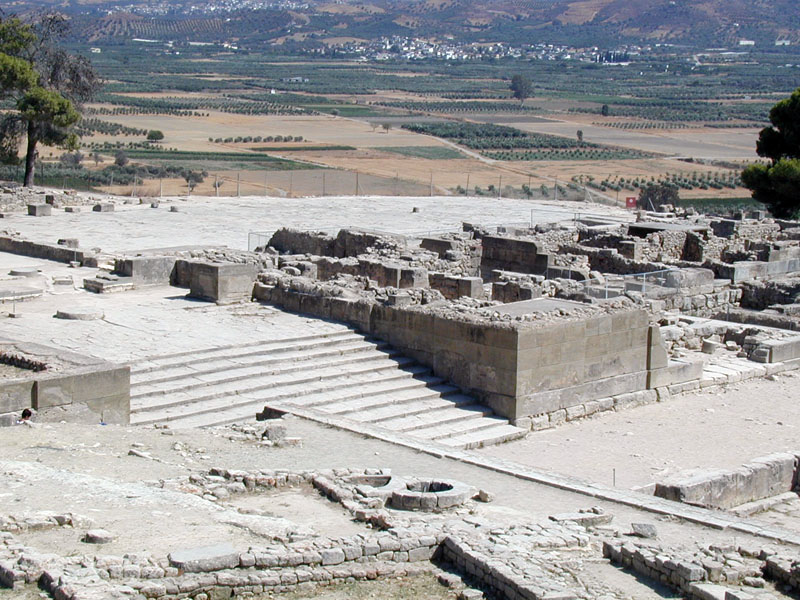

Faistos var en stad i det förantika Grekland, belägen på Kreta, drygt 60 kilometer söder om huvudstaden Heraklion. Det var den andra största staden under den äldre palatstiden i den minoiska kulturen och är byggt på en kulle, beläget 100 meter över havet, i den grönskande dalen Messára. Stora delar av palatset revs då man byggde upp Knossos runt 1700 f.Kr.

## Historia

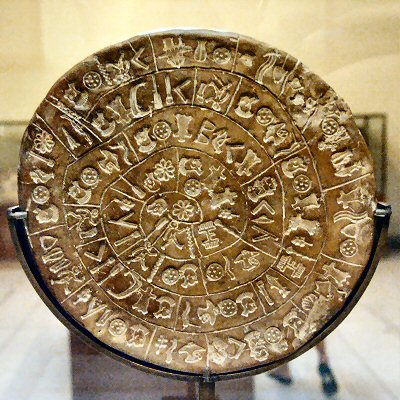
Kryptografisk skiva funnen under utgrävningar i Faistos

Faistos exakta läge bestämdes först i mitten av 1800-talet av den brittiske viceamiralen Thomas Abel Brimage Spratt, och den arkeologiska undersökningen av palatset påbörjades 1894 av italienarna Federico Halbherr och Antonio Taramelli. Efter utropandet av den oberoende staten Kreta 1898 utfördes utgrävningar av Halbherr och Luigi Pernier mellan 1900 och 1904 och senare mellan 1950 och 1971] av Doro Levi, under överinseende av Scuola Archeologica Italiana i Aten. Trots att många inskriptioner har hittats av arkeologerna, varav alla skrivna med Linear A, har inte mycket kunnat dechiffreras. Allt som är känt om denna plats, även namnet, är baserat på historiska författare och lämningar på Knossos.
Enligt den grekiska mytologin var Faistos säte åt kung Radamanthis, bror till kung Minos. Det var också staden där den vise mannen och siaren Epimenidis föddes, en av den antika världens sju vise män. Arkeologiska utgrävningar har fått fram ruiner från den yngre stenåldern (3000 f.Kr.). Under den minoiska tiden var Faistos en viktig stad. Vid dess blomstring sträckte sig dess herravälde från Lithinon till Psychion och inkluderade de paximadiska öarna. Staden deltog i trojanska kriget och blev senare en av de absolut viktigaste städerna under den doriska perioden. Faistos fortsatte växa under de gamla, klassiska och hellenistiska tidsåldrarna. Den förstördes av gortynianerna under det tredje århundradet f.Kr. Trots det fortsatte Faistos att existera under den romerska tiden. Faistos hade två hamnar, Matala och Kommos.

## Palatset
Sedan 1900 har arkeologiska utgrävningar utförda av Scuola Archeologica Italiana fört fram det magnifika minoiska palatset i Faistos, med dess högsta domstolar, de storslagna trapporna, teatern, lagerlokalerna och den kända skivan i Faistos. Det första palatset byggdes 2000 f.Kr. Detta palats förstördes 1700 f.Kr. av en jordbävning. Det byggdes upp igen ännu mer luxiöst och magnifikt, men förstördes igen förmodligen av en annan jordbävning 1400 f.Kr. Platsen för palatset valdes med omsorg, så att inte enbart total kontroll av dalen Messara kunde ske, utan också erbjuda en panoramisk utblick av de angränsande områdena med de utspridda byarna, precis som idag vid foten av bergen Psiloritis och Asterousia. Palatset dominerade och kontrollerade Messara-dalen och var stadens centrum och var det administrativa och ekonomiska centret i området. Varor för eget bruk, men mest för handel hölls i dess stora lagerlokaler. Palatset omgavs av lyxiga hus och täta stadsdelar. Tillsammans med de omgivande bosättningarna täcktes ett område på 18 000 kvadratmeter. En belagd väg leder till ruinerna av den kungliga minoiska villan Agia Triada, tre kilometer väster om Faistos.